# Udana (bouddhisme)
Ne doit pas être confondu avec Udanavarga.
Udāna (en sanskrit et pali: « déclaration », « exclamation » ou encore « parole inspirée »,) est le titre d'un sutra du canon pali. Il constitue le troisième livre de la série du Khuddaka Nikaya (« les textes courts »), et comprend quatre-vingts récits succincts regroupés en huit parties, rapportant des épisodes de la vie du Bouddha. On y trouve des histoires célèbres comme celle des aveugles et de l'éléphant. Ces « exclamations » sont composées en prose, précédées à chaque fois d'une introduction qui en donne le contexte et d'une conclusion, en vers, qui en résume l'enseignement.
Le mot « udâna » désigne aussi quatre-vingt-deux sutras du canon pali qui contiennent des exclamations de joie exprimées en vers.

## Titre et datation
Le terme udâna a le sens d'expression vocale mais détermine aussi un type de texte. Dans le premier cas, on peut donc le traduire par exclamation ou parole inspirée. En tant que genre de texte, le mot renvoie à un style de narration qui s'est développé dans le but de mémoriser les exclamations du Bouddha, ainsi que de brefs récits des événements qui les ont inspirées,.

### Datation
Von Hinüber note que certains concepts développés dans les Udâna sont assez anciens et présentent des parallélismes avec le jaïnisme et les Upanishads. On a aussi attribué au sutra une date de composition tardive. Cependant Thanissaro Bhikku montre que les différents arguments (fondés d'une part sur la forme et d'autre part sur le contenu) qui ont pu être avancés en faveur d'une rédaction tardive ne sont pas recevables.

## Structure

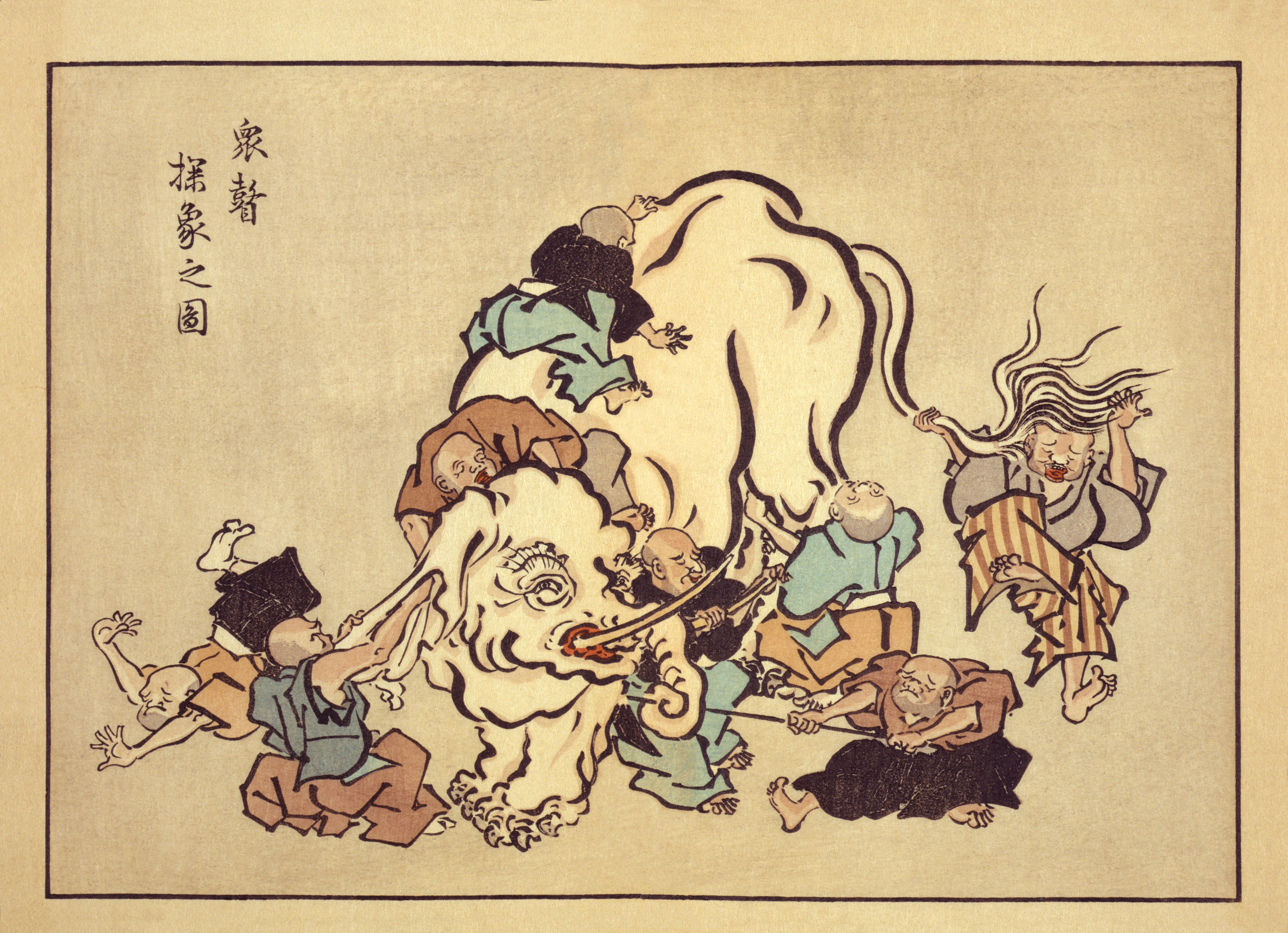
Moines aveugles qui tâtent différentes parties d'un éléphant (Udana, 6, 4), chacun croyant que ce qu'il touche est la forme totale de l'animal. Gravure sur bois et couleur. Japon, 1888.

Le recueil Udâna se compose de huit parties (vagga) comprenant chacune dix udânas. Chaque udâna commence par la formule « Ainsi ai-je entendu » — ce qui renvoie à la récitation des sutras par Ananda, le cousin du Bouddha, lors du premier concile bouddhique qui suivit la mort de ce dernier. Il se termine par un court verset en vers sous forme d'une exclamation, introduit par la formule : « Comprenant toute la signification de cette révélation, le Bouddha s'exclama alors: ». Ce verset est amené par les éléments de l'histoire; le Bouddha y résume le sens de ses enseignements, et sous sa forme exclamative, il constitue l'Udâna à proprement parler.
À titre d'exemple, l'histoire intitulée « Les sectaires » (sur la parabole des aveugles et de l'éléphant, en 6.4) se termine ainsi:

« Comprenant toute la signification de cette révélation, le Bouddha s'exclama alors:
Certains ascètes et brahmanes, semble-t-il
s'attachent à certaines choses.
Ceux qui ne voient qu'une partie du tout
argumentent et se battent. »

### Sections de l'ouvrage
Ces huit chapitres (pali : vagga) portent à chaque fois le titre d'un des soutras qu'ils contiennent. On a ainsi:
1. « L'éveil » (Bodhivagga)
2. « Muccalinda » (Muccalindavagga)
3. « Nanda » (Nandavagga)
4. « Meghiya » (Meghiyavagga)
5. « Sona l'Ancien » (Soṇavagga)
6. « Aveugles de naissances » (Jaccandhavagga)
7. « Le chapitre mineur » (Cullavagga)
8. « Le village de Patali » (Pāṭaligāmiyavagga).

## Analyse
Le recueil des udâna met fréquemment en scène des situations de la vie quotidienne qui permettent de souligner les valeurs et les principes qui sous-tendent les enseignements du Bouddha. L'ouvrage reprend aussi quelques grandes étapes de la vie du Bouddha — entre autres son Éveil et les révélations qui l'ont suivi. On y trouve également des enseignements fondamentaux comme la coproduction conditionnée, des instructions sur la méditation ou encore la nature du nirvana. Le texte permet donc au pratiquant d'approfondir sa compréhension des concepts du bouddhisme, et cela à travers les paroles mêmes du Bouddha, dans les domaines de la moralité (vertu et  maîtrise des sens), de la méditation (tant sous la forme de la concentration que de la contemplation de la réalité telle qu'elle est) et finalement de la sagesse (compréhension et mise en pratique des enseignements).

### Valeurs et principes
Les valeurs et les principes sont portés par la méthode narrative: une histoire portant sur un ou plusieurs événements, suivis de la formule « Comprenant toute la signification de cette révélation, le Bouddha s'exclama alors », elle-même suivie par l'exclamation dans laquelle le Bouddha exprime cette signification. Il ne s'agit pas simplement d'une aide à la mémorisation d'une formule (ce que seront les textes réunis dans les Itivuttaka — déclarations — quatrième volume des Khuddaka Nikaya). Dans les Udânas, il s'agit surtout de bien comprendre ce que l'on peut apprendre de l'événement rapporté, et la plupart des exclamations, à travers leur éloge ou leur critique des personnes ou des attitudes impliquées dans l'événement, expriment et prônent des valeurs générales.
Un examen de ces exclamations révèle un ensemble cohérent de valeurs; et ces valeurs vont en général à l'encontre de celles prônées dans la société à l'époque du Bouddha. Par exemple, quand il affirme que les vrais brahmanes — les personnes dignes de respect — sont des personnes qui gagnent ce titre par leur conduite plutôt qu'elle n'en héritent grâce à leur naissance que  sont créés et non nés; on voit encore que le bonheur de la vie laïque n'est rien comparé au bonheur d'une vie de renoncement. Cette injonction est proprement révolutionnaire, et ce non seulement dans la société indienne, mais dans tout société.

### Pasâdaetsamvega

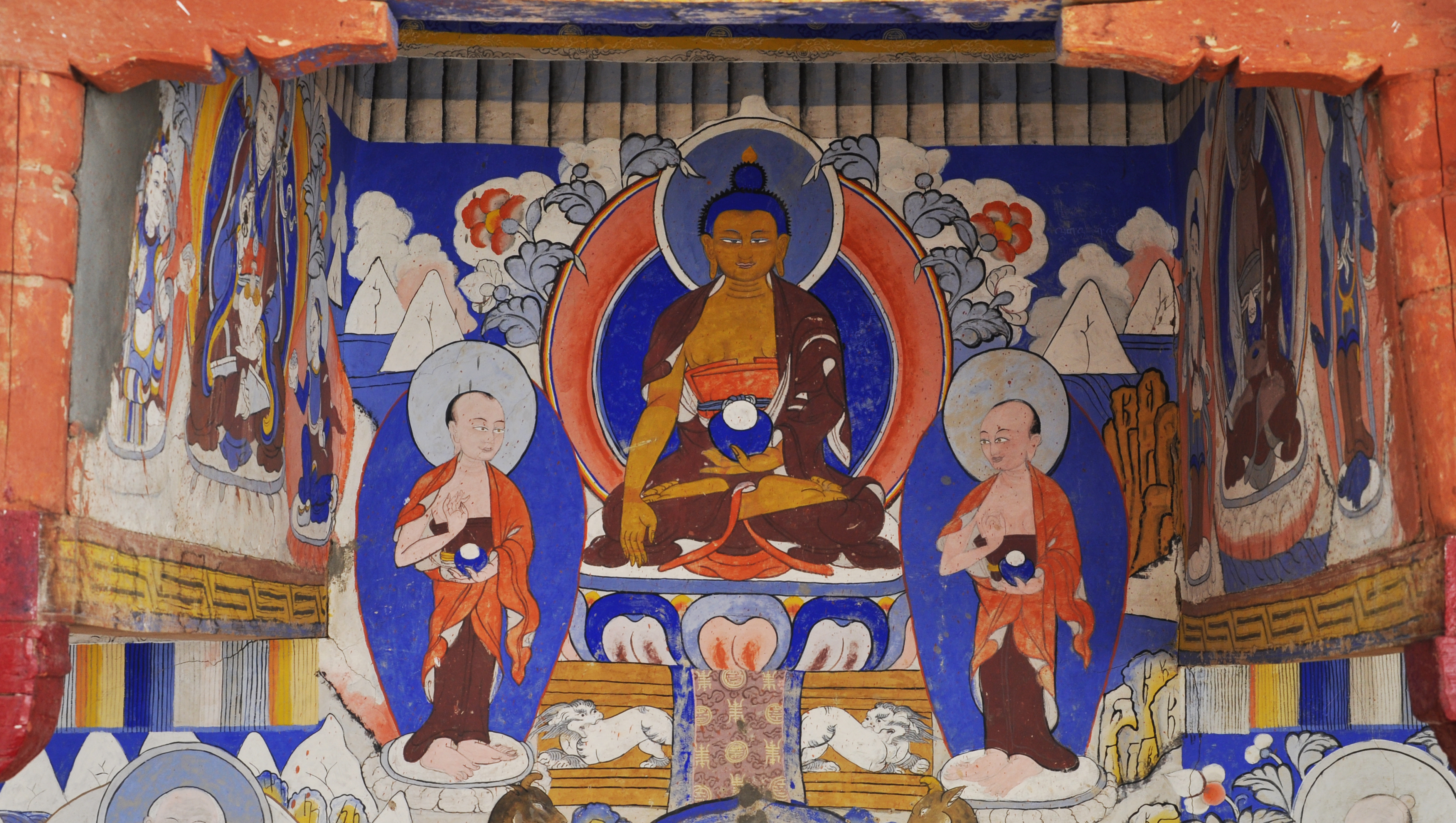
Le Bouddha entouré de Maudgalyayana and Sariputtra, deux de ses principaux disciples, qui apparaissent aussi dans Udâna. Tak Thog Gompha, XVIe siècle, Ladakh.

Quant aux événements qui conduisent le Bouddha à s'exclamer, on peut les diviser en deux grandes catégories. Ceux qui relèvent de la pasâda — la confiance joyeuse dans la pratique et la réalisation du Dharma — et de la samvega (en) — la consternation provoquée par l'insouciance de ceux qui ne pratiquent pas le Dharma. Ces sentiments s'apparentent à ceux que l'on peut éprouver en visitant un stupa, en voyant une image du Bouddha ou en visitant un lieu où il a vécu : on ressent pasâda quand on pense à la libération complète du Bouddha (parinibbana) du cycle des naissances et des morts, tandis qu'on éprouve samvega lorsque l'on réfléchit à sa propre situation, sujette à ce cycle aussi longtemps que l'on ne s'est pas éveillé à la nature réelle des choses. On remarquera aussi que plusieurs histoires célèbrent l'accomplissement de disciples du Bouddha.

### Renversement des valeurs
Enfin, il est intéressant de noter ce qui n'est jamais ponctué par une exclamation du Bouddha (et donc qui ne relève pas des valeurs qu'il met en avant), à savoir la beauté du corps, les possessions matérielles et les richesses, le pouvoir, les plaisirs de l'amour ou les gestes aimables à son égard. Autrement dit, il ne s'exclame jamais sur ce que la société, en principe, valorise.
Les éléments valorisés dans les histoires sont essentiellement la sérénité (vs. la passion) ; le détachement (vs. les entraves) ; le dépouillement (vs. l'accumulation) ; la modestie (vs. l'orgueil) ; le contentement (vs. l'insatisfaction) ; la solitude (vs. l'implication) ; la persévérance (vs. la paresse) ; l'allègement (vs. se charger). On peut regrouper ces huit valeurs en trois catégories : celles qui concernent le but de pratique (sérénité, détachement) ; celles qui concernent les qualités nécessaires pour atteindre ce but (dépouillement, contentement, persévérance) ; et finalement, celles qui concernent, dans la pratique, les relations avec autrui : modestie, solitude, allègement). Si toutes ces valeurs traversent les quatre-vingt udâna, la plus grande partie des histoires concernent le but de la pratique, et donc les valeurs de sérénité et de détachement.

### Cohérence du contenu
On le voit : en définitive, l'Udâna cherche à véhiculer et à rendre convaincant un message de contre-culture, et à encourager le lecteur à prendre conscience de la faiblesse des valeurs et des structures qui l'ont nourri par opposition aux avantages qu'apportent les valeurs du Bouddha, même si elles sont bien plus exigeantes. Et cet objectif explique que l'Udâna, loin d'être un simple carnet de notes sténographiques de propos du Bouddha ou un ensemble aléatoire de textes disposés de manière à être facilement mémorisé, se présente comme un ensemble habilement construit, sciemment agencé pour mettre en avant la cohérence du message du maître.

#### Une construction soignée
Pour preuve de cet agencement soigné, on peut relever les points suivants : tout d'abord, le texte ne reprend pas toutes les exclamations (udâna) que l'on trouve dans le Canon pali, et il est fort possible que les auteurs de cette anthologie aient fait le choix de se limiter à quatre-vingt udâna parce que ce nombre correspond à l'âge du Bouddha. D'autre part, on trouve dans le livre un « arc narratif » clair qui commence avec l'éveil du Bouddha sous l'arbre de la bodhi (Ud. 1: 1-3), suivi par différents passages préfigurant le dénouement final des liens du Bouddha (parinirvana), l'ouvrage se terminant par l'éveil de Dabba Mallaputta, un de ses disciples (Ud. 8: 9-10). Les récits se terminant tous par une exclamation du Bouddha, il n'était pas possible de finir par le paranirvana du Bouddha, car celui-ci n'aurait plus été présent pour commenter l'événement ; c'est pourquoi, le dénouement définitif des liens du Bouddha est remplacé par celui de Dabba Mallaputta, ce qui permet de clore le livre avec la même forme narrative : l'exclamation.
Cet arc narratif est sous-tendu par deux « arcs doctrinaux ». Le premier est matérialisé par la focalisation des quatre premiers chapitres sur des principes de base; on a ainsi le véritable brahman (la personne digne d'admiration, chap. 1), la véritable félicité (chap. 2), le moine idéal (chap. 3) et l'importance de l'entraînement de l'esprit (chap. 4). Ces éléments contrastent avec les deux chapitres finaux qui, eux, se concentrent sur la libération des entraves. De cette façon, le recueil commence donc par les bases et se termine par le but ultime.
Le deuxième arc doctrinal commence par la description de la coproduction conditionnée dans les trois premiers udanas (1: 1-3), un enseignement fondamental qui décrit comment l'arhat abandonne tout sens d'identité personnelle (cf. 2:1, 4:1, 6:6 et 7:1, ainsi que, pour une version imagée, 8:9 et 8:10) . De cette manière, les premiers udanas introduisent une série d'autres udanas permettant de comprendre pourquoi, dans les deux derniers sutras du recueil, ce qui paraît être une annihilation n'en est en fait pas une : il s'agit simplement de la fin de la souffrance et de l'atteinte d'un but au-delà de toute description et localisation, qui apporte une félicité inaltérable.

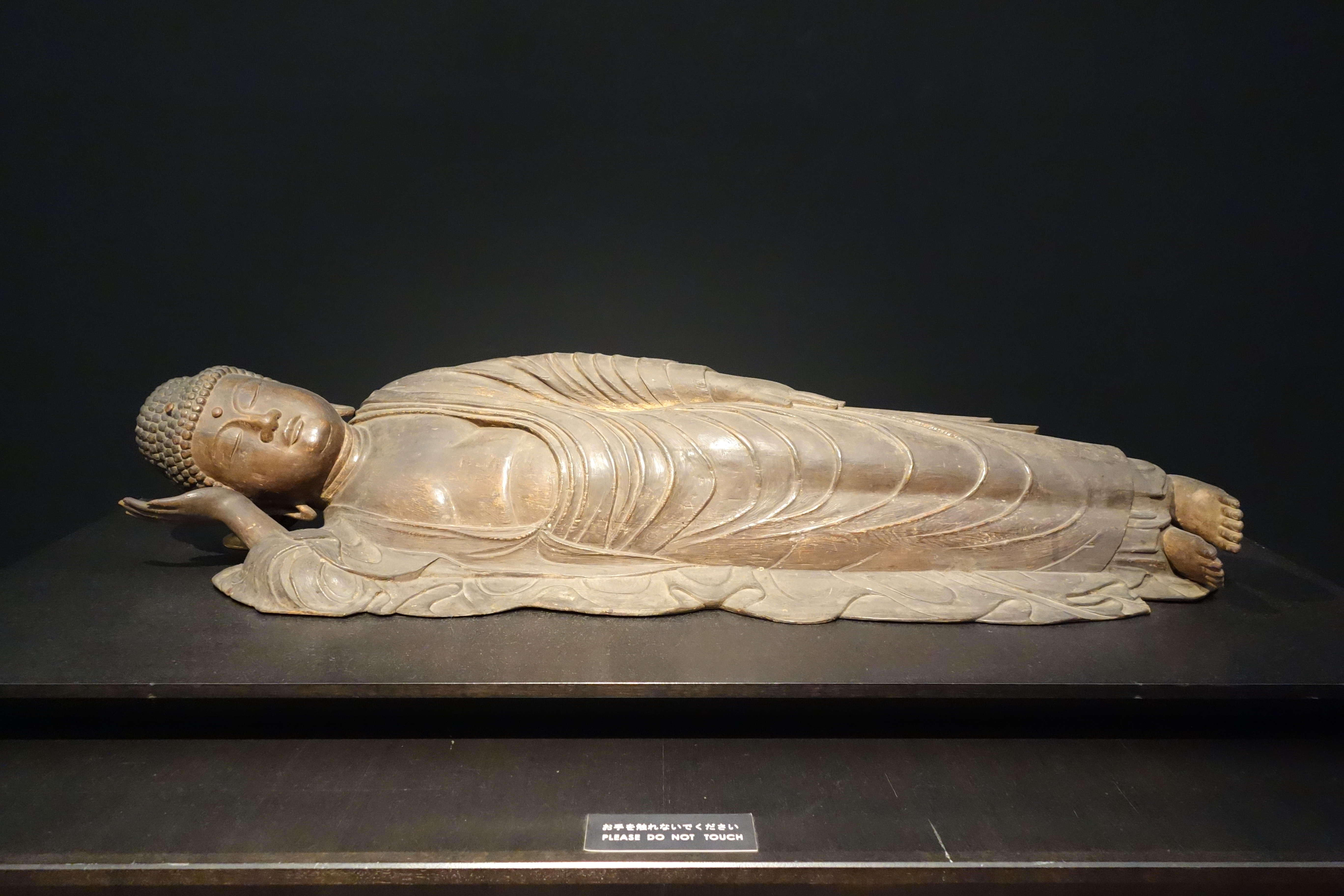
Bouddha en Nirvana. Japon, Époque de Kamakura, XIIIe siècle. sculpture sur bois. Musée national de Tokyo.

## Autres sens deudâna
On appelle aussi udâna un certain nombre de textes du canon pali en tant que tel. Cet usage renvoie à un ensemble de quatre-vingt-deux sutras contenant des exclamations de joie en vers.
Par ailleurs, le terme est aussi employé pour nommer une des neuf (ou douze) sections des « Paroles du Bouddha » (Buddhavacana), chacune correspondant à un  genre littéraire. Les udâna désignent alors les « paroles inspirées » offrant une compréhension du dharma. Cette classification était utilisée du vivant du Bouddha, et elle a par la suite été remplacée, dans la tradition Theravada, par le regroupement en nikâyas,.

#### Traductions
- Rencontres avec le Bouddha. Les récits des Udana  (trad. et  présentés par Jeanne Schut), Paris, Sully, 2023, 189 p. (ISBN 978-2-354-32360-8).
- (en) Exclamations  (A Translation with an Introduction and notes by Thanissaro Bhikkhu [Geoffrey DeGraff]), 2012, 147 p. (lire en ligne).
- (en) The Udâna  (translated from the pali by Peter Masefield), Oxford, The Pali Text Society, coll. « Sacred Books of the Buddhism » (no XLII), 1997 (1re éd. 1994), xiii - 198 p. (ISBN 0-860-13311-7, lire en ligne)
- (en) Udāna. Exalted Utterances  (trad. introduction and annotations by Ānandajoti Bhikkhu, éd. bilingue pali - anglais), last revised version 2008 (lire en ligne [PDF])
- (en) The Udana & The Itivuttaka: Inspired Utterances of the Buddha & The Buddha's Sayings  (trad. John D. Ireland), Onalaska (WA), BPS Pariyatti Editions, 1997, 248 p. (ISBN 978-1-681-72340-2)

#### Études
- (en) Robert E. Buswell Jr. et Donald S. Lopez Jr., The Princeton Dictionary of Buddhism, Princeton, Princeton University Press, 2014, 1304 p. (ISBN 978-0-691-15786-3), p. 932
- (en) Oskar von Hinüber, A Handbook of Pāli Literature, Berlin - New York, Walter de Gruyter, 1996, vi, 257 (ISBN 3-110-14992-3)
- (en) Damien Keown, Oxford Dictionary of Buddhism, Oxford, Oxford University Press, 2003, viii - 357 (ISBN 978-0-192-80062-6), p. 315
- (en) Thanissaro (A Translation with an Introduction and notes by Thanissaro Bhikkhu [Geoffrey DeGraff]), Exclamations, 2012, 147 p. (lire en ligne).